# Anastassija Olegowna Piwowarowa
Anastassija Olegowna Piwowarowa (russisch Анастасия Олеговна Пивоварова, wiss. Transliteration Anastasija Olegovna Pivovarova; * 16. Juni 1990 in Tschita, Sowjetunion) ist eine ehemalige russische Tennisspielerin.

## Karriere
2005 begann Piwowarowa ihre Tenniskarriere auf dem ITF Women’s Circuit, auf dem sie zehn Einzel- und sechs Doppeltitel gewonnen hat. Bereits ihr zweites Turnier krönte sie mit dem ersten Einzeltitel, als sie im Finale von Moskau Olga Panowa mit 7:6 und 7:6 besiegte.
2007 bekam Piwowarowa für die WTA-Turniere in Indian Wells und Miami jeweils eine Wildcard für die Qualifikation. Bei beiden Turnieren verpasste sie das Hauptfeld; in Indian Wells erreichte sie nach einem Sieg über Karin Knapp die zweite Qualifikationsrunde. In der Qualifikation scheiterte sie auch beim WTA-Turnier in Moskau. 2007 gewann sie drei Einzel- und einen Doppeltitel (ITF).
In Indian Wells und Miami erhielt Piwowarowa 2008 jeweils eine Wildcard für das Hauptfeld, beide Male scheiterte sie jedoch in Runde eins. Bei den French Open versuchte sie sich 2008 erstmals in der Qualifikation für ein Grand-Slam-Turnier, allerdings ohne Erfolg. Besser lief es dann bei den US Open; nach ihrer ersten erfolgreichen Qualifikation unterlag sie dort in der ersten Runde Patty Schnyder knapp in drei Sätzen. In Seoul gelang Piwowarowa der erste Sieg im Hauptfeld eines WTA-Turniers. Dabei profitierte sie allerdings davon, dass Lee Ye-ra aus Südkorea im dritten Satz aufgeben musste.
Das Jahr 2009 war geprägt von Verletzungen. Dennoch erreichte Piwowarowa in Miami die zweite Runde, in der sie gegen Jelena Dementjewa in drei Sätzen verlor. Bei den US Open scheiterte sie in der Qualifikation.
Ihr bislang letztes Profiturnier bestritt Piwowarowa im August 2018, seit August 2019 wird sie nicht mehr in den Weltranglisten geführt.

## Turniersiege

### Einzel
| Nr. | Datum            | Turnier       | Kategorie   | Belag     | Finalgegnerin          | Ergebnis        |
| --- | ---------------- | ------------- | ----------- | --------- | ---------------------- | --------------- |
| 1.  | 13. August 2005  | Moskau        | ITF $10.000 | Sand      | Olga Panowa            | 7:61, 7:64      |
| 2.  | 6. Mai 2007      | Bournemouth   | ITF $10.000 | Sand      | Amanda Elliott         | 6:1, 6:0        |
| 3.  | 3. Juni 2007     | Moskau        | ITF $25.000 | Sand      | Jekaterina Makarowa    | 6:3, 7:5        |
| 4.  | 25. August 2007  | Moskau        | ITF $25.000 | Sand      | Anna Lapuschtschenkowa | 6:3, 6:4        |
| 5.  | 13. Januar 2008  | St. Leo       | ITF $25.000 | Hartplatz | Audra Cohen            | 6:4, 6:0        |
| 6.  | 15. Mai 2011     | Saint-Gaudens | ITF $50.000 | Sand      | Arantxa Rus            | 7:64, 6:73, 6:2 |
| 7.  | 1. Juni 2014     | Tarsus        | ITF $10.000 | Sand      | Melis Sezer            | 6:1, 6:2        |
| 8.  | 6. März 2016     | Mildura       | ITF $25.000 | Rasen     | Barbora Štefková       | 6:4, 4:6, 7:5   |
| 9.  | 22. Mai 2016     | Zhengzhou     | ITF $50.000 | Hartplatz | Lu Jingjing            | 6:4, 6:4        |
| 10. | 2. Dezember 2017 | Santiago      | ITF $15.000 | Sand      | Fernanda Brito         | 6:2, 4:6, 6:3   |

### Doppel
| Nr. | Datum              | Turnier       | Kategorie   | Belag     | Partnerin         | Finalgegnerin                           | Ergebnis       |
| --- | ------------------ | ------------- | ----------- | --------- | ----------------- | --------------------------------------- | -------------- |
| 1.  | 31. August 2007    | Moskau        | ITF $50.000 | Sand      | Alissa Kleibanowa | Wassilissa Dawydowa Marija Kondratjewa  | 6:4, 3:6, 6:2  |
| 2.  | 26. Juli 2008      | Pétange       | ITF $75.000 | Sand      | Corinna Dentoni   | Stéphanie Foretz İpek Şenoğlu           | 6:4, 6:1       |
| 3.  | 13. Februar 2010   | Laguna Niguel | ITF $25.000 | Hartplatz | Laura Siegemund   | Amanda Fink Elizabeth Lumpkin           | 6:2, 6:3       |
| 4.  | 23. April 2010     | Bari          | ITF $25.000 | Sand      | Iryna Burjatschok | Giulia Gatto-Monticone Federica Quercia | 6:73, 6:4, 6:2 |
| 5.  | 1. Mai 2010        | Brescia       | ITF $25.000 | Sand      | Naomi Cavaday     | Iryna Bremond Walerija Sawinych         | 6:3, 6:75, 7:5 |
| 6.  | 29. September 2017 | Hua Hin       | ITF $25.000 | Hartplatz | Kim Na-ri         | Natalija Kostić Michika Ozeki           | 6:4, 6:2       |
| 7.  | 9. Dezember 2017   | Santiago      | ITF $25.000 | Sand      | Tamaryn Hendler   | Carolina M. Alves Ana Sofía Sánchez     | 7:5, 6:2       |

## Abschneiden bei Grand-Slam-Turnieren

### Einzel
| Turnier         | 2008 | 2009 | 2010 | 2011 | 2012 | … | 2016 | 2017 | Karriere |
| --------------- | ---- | ---- | ---- | ---- | ---- | - | ---- | ---- | -------- |
| Australian Open | —    | —    | Q3   | Q3   | Q1   | — | —    | Q1   | —        |
| French Open     | Q1   | —    | 3    | 1    | Q1   | — | —    | —    | 3        |
| Wimbledon       | —    | —    | 1    | 1    | —    | — | Q1   | —    | 1        |
| US Open         | 1    | Q3   | Q2   | —    | —    | — | Q1   | —    | 1        |

Zeichenerklärung: S = Turniersieg; F, HF, VF, AF = Einzug ins Finale / Halbfinale / Viertelfinale / Achtelfinale; 1, 2, 3 = Ausscheiden in der 1. / 2. / 3. Hauptrunde; Q1, Q2, Q3 = Ausscheiden in der 1. / 2. / 3. Runde der Qualifikation; n. a. = nicht ausgetragen